# Sometimes (canción de Depeche Mode)
Sometimes es una canción del grupo inglés de música electrónica Depeche Mode compuesta por Martin Gore, publicada en el álbum Black Celebration de 1986.

## Descripción
Fue el primer acercamiento de DM con el género góspel originado en los Estados Unidos, y que en 1993 capitalizaran en el tema Condemnation del álbum Songs of Faith and Devotion tan bien recibido por crítica y público. Sin embargo, Sometimes resultó en aquel momento muy experimental, si bien la colección Black Celebration se distinguió por su diversidad incluyendo este junto con otros temas muy poco comerciales.
Cantado por el propio Martin Gore, la letra es también poco profunda y muy vaga, siendo algo de lo más destacable el trabajo de Alan Wilder en el grave piano y el efecto de repetición de la voz de Gore en cada línea que pronuncia. Aun así, la canción dista de haber sido lo más logrado del álbum debido a su reducida duración que no llega siquiera a completar los dos minutos y la letra tan llana.
En realidad tiene más la forma de un lado B que de pista para álbum, aunque ya de por sí el álbum Black Celebration también no presentó lados B muy codiciables para sus propios seguidores. Como tal, no es una mala canción, pero resultó casi la menos trascendente del disco, y su mayor aporte a la música de DM es ese primer discreto acercamiento al góspel, pese a ser este en una forma algo dispersa.
Cuenta con un coro que inicia el canto “Sometimes”, el cual se repite sólo al concluir pero secundando a la voz de Gore, ambas en primer plano, encontrándose en ello su primer cualidad góspel; la segunda es en la forma del teclado de Wilder, pleno de congoja y gravedad. Por lo demás, la breve letra no tiene acercamientos con la temática religiosa, como si lo hiciera Condemnation, y la cual es otra de las características del góspel.
Sometimes no llegó a ser interpretada en el escenario por DM.
- Datos: Q9078793